# 국도 제13호선
국도 제13호선 (國道第十三號線)은 전라남도 완도군 완도읍 완도 교차로와 충청남도 금산군 금성면 양전 교차로를 연결하는 대한민국의 일반 국도이다.

## 연혁
- 1971년 8월 31일 : 일반국도노선지정령에 의해 국도 제13호선이 됨.[1]
- 1972년 8월 3일 : 도로 노선 개량으로 인해 영암군 덕진면 덕진리 550m 구간을 486m 로 도로구역 변경[2]
- 1981년 3월 14일 : 종점을 '전라남도 광주시'에서 '전라남도 담양군 담양읍'으로 연장.[3]
- 1981년 5월 30일 : 대통령령 제10247호 일반국도노선지정령 개정에 따라 연장된 34km 구간으로 도로구역 변경[4]
- 1981년 8월 17일 : 국도로 승격된 나주군 나주읍 성북리 ~ 광산군 송정읍 송정리  ~ 담양군 담양읍 객사리 48.297km 구간 개통[5]
- 1993년 1월 19일 : 남창우회도로(해남군 북평면 남창리) 980m 구간 개통[6]
- 1994년 1월 18일 : 나주 ~ 송정간 도로(전라남도 나주시 산정동 ~ 광주직할시 광산구 월전동) 12.4km 구간, 송정우회도로(광주직할시 광산구 신촌동 ~ 월전동) 3.5km 구간 확장 개통[7]
- 1999년 6월 10일 : 남창교(완도군 군외면 원동리 ~ 해남군 북평면 남창리) 560m 구간 개통, 기존 230m 구간 폐지[8]
- 2001년 1월 1일 : 성전 ~ 영암간 도로(강진군 성전면 송월리 ~ 영암군 영암읍 남풍리) 14.1km 구간 확장 개통, 기존 강진군 성전면 월남리 ~ 영암군 영암읍 학송리 3.6km 구간 폐지[9]
- 2001년 8월 3일 : 해남 ~ 옥천간 도로(해남군 해남읍 남외리 ~ 옥천면 영신리) 12.2km 구간 확장 개통[10]
- 2001년 8월 25일 : 종점을 '전라남도 담양군 담양읍'에서 '충청남도 금산군 금산읍'으로 연장.[11]
- 2001년 10월 15일 : 국도로 승격된 금산군 남일면 신동리 ~ 금산읍 하옥리 14.6km 구간 개통[12]
- 2002년 11월 8일 : 해남군 옥천면 영신리 ~ 강진군 성전면 월평리 14.16km 구간 확장 개통[13], 영암군 영암읍 망호리 ~ 용흥리 3.04km 구간 확장 개통[14]
- 2003년 2월 10일 : 음대교(금산군 남일면 신천리 ~ 음대리) 370m 구간 재가설 개통[15]
- 2006년 4월 24일 : 담양군 수북면 풍수리 ~ 담양읍 삼다리 1.4km 구간 부분 개통[16]
- 2007년 4월 23일 : 담양군 대전면 대치리 ~ 담양읍 백동리 8.7km 구간 부분 개통[17]
- 2007년 8월 31일 : 삼산 ~ 해남간 도로(해남군 현산면 고현리 ~ 해남읍 용정리) 10.7km 구간 확장 개통, 기존 구간 폐지[18]
- 2008년 1월 1일 : 광주광역시 북구 월출동 ~ 전라남도 담양군 담양읍 백동리 구간 개통, 기존 구간 폐지[19]
- 2008년 12월 30일 : 완도군 완도읍 가용리 ~ 군외면 불목리 10.22km 구간 확장 개통, 기존 10.5km 구간 폐지[20]
- 2009년 1월 12일 : 완도 ~ 군외 ~ 남창간 도로(완도군 완도읍 죽청리 ~ 군외면 원동리) 12.5km 구간을 자동차 전용도로로 지정[21]
- 2009년 1월 14일 : 진안군 동향면 자산리 ~ 안천면 신괴리 2.3km 구간 확장 개통, 기존 1.94km 구간 폐지[22]
- 2011년 5월 2일 : 완도군 군외면 불목리 ~ 원동리 5.4km 구간 조기 확장 개통[23]
- 2012년 1월 11일 : 남원 ~ 곡성간 도로 중 오산 ~ 겸면 부분(곡성군 오산면 연화리 ~ 겸면 평장리) 2.93km 구간 확장 개통, 기존 2.6km 구간 폐지[24]
- 2012년 3월 29일 : 완도대교(완도군 군외면 원동리) 2.35km 구간 개통[25]
- 2012년 9월 27일 : 해남군 북평면 남창리 ~ 현산면 고현리 12.76km 구간 확장 개통, 기존 해남군 북평면 남창리 ~ 현산면 읍호리 10.28km 구간 폐지[26]
- 2015년 3월 27일 : 종점을 금산군 금산읍에서 금성면 양전삼거리로 변경[27]
- 2017년 11월 20일 : 옥과 ~ 적성간 도로(곡성군 입면 창정리 ~ 남원시 대강면 송대리) 8.28km 구간 확장 개통, 기존 남원시 대강면 신덕리 ~ 송대리 7.147km 구간 폐지[28]
- 2022년 4월 7일 : 담양 ~ 곡성간 도로(담양군 무정면 오례리 ~ 곡성군 오산면 연화리) 3.9km 구간 개량 개통, 기존 곡성군 오산면 운곡리 300m 구간 폐지[29]

## 주요 경유지
전라남도
- 완도군 (완도읍 · 군외면) - 해남군 (북평면 · 현산면 · 화산면 · 삼산면 · 해남읍 · 옥천면 · 계곡면) - 강진군 성전면 - 영암군 (영암읍 · 덕진면 · 도포면 · 신북면) - 나주시 (세지면 · 왕곡면 · 세지면 · 왕곡면 · 운곡동 · 이창동 · 영산동 · 삼영동 · 송월동 · 경현동 · 교동 · 경현동 · 대호동 · 청동 · 석현동 · 노안면)

광주광역시
- 광산구 (용봉동 · 본덕동 · 하산동 · 유계동 · 복룡동 · 월전동 · 복룡동 · 황룡동 · 도산동 · 송정동 · 소촌동 · 송정동 · 신촌동 · 소촌동 · 우산동 · 월곡동 · 산정동 · 하남동 · 흑석동 · 장덕동 · 오선동 · 도천동 · 비아동 · 월계동 · 쌍암동) - 북구 (오룡동 · 대촌동 · 월출동 · 용전동)

전라남도
- 담양군 (대전면 · 수북면 · 담양읍 · 무정면) - 곡성군 (오산면 · 옥과면 · 겸면 · 옥과면 · 입면)

전북특별자치도
- 남원시 대강면 - 순창군 (적성면 · 동계면) - 임실군 (삼계면 · 오수면 · 지사면) - 장수군 (산서면 · 장수읍 · 천천면) - 진안군 (동향면 · 안천면 · 용담면)

충청남도
- 금산군 (남일면 · 남이면 · 금산읍 · 금성면)

## 노선
- (■): 자동차 전용도로 구간

### 전라남도(광주광역시이남 지역)
| 이름                                     | 접속 노선                                                                              | 소재지                                   | 소재지                         | 비고                                                        |
| 국가지원지방도 제13호선과 직결           | 국가지원지방도 제13호선과 직결                                                         | 국가지원지방도 제13호선과 직결           | 국가지원지방도 제13호선과 직결 | 국가지원지방도 제13호선과 직결                              |
| ---------------------------------------- | -------------------------------------------------------------------------------------- | ---------------------------------------- | ------------------------------ | ----------------------------------------------------------- |
| 완도 교차로                              | 국도 제77호선 국가지원지방도 제13호선 (완도로) (장보고대로)                            | 완도군                                   | 완도읍                         |                                                             |
| 엄목 교차로                              | 농공단지길                                                                             | 완도군                                   | 완도읍                         |                                                             |
| 장좌 교차로                              | 청해진로                                                                               | 완도군                                   | 완도읍                         |                                                             |
| 완도터널                                 |                                                                                        | 완도군                                   | 완도읍                         | 상행 연장 411m 하행 연장 403m                               |
| 완도터널                                 | 군외면                                                                                 | 완도군                                   |                                | 상행 연장 411m 하행 연장 403m                               |
| 불목 교차로                              | 청해진북로                                                                             | 완도군                                   |                                |                                                             |
| 교인 교차로                              | 청해진북로                                                                             | 완도군                                   |                                |                                                             |
| 원동 교차로                              | 국도 제77호선 (청해진서로) 청해진로                                                    | 완도군                                   | 국도 제77호선과 중복           |                                                             |
| 완도대교                                 |                                                                                        | 완도군                                   | 국도 제77호선과 중복           |                                                             |
| 달도 교차로                              | 청해진로                                                                               | 완도군                                   | 국도 제77호선과 중복           |                                                             |
| 남창교                                   |                                                                                        | 완도군                                   | 국도 제77호선과 중복           |                                                             |
|                                          | 해남군                                                                                 | 북평면                                   | 국도 제77호선과 중복           |                                                             |
| 북평면사무소입구 교차로                  | 해남군                                                                                 | 북평면                                   | 국도 제77호선과 중복           | 청해진로 현산북평로 달량진길                                |
| 남창 교차로                              | 해남군                                                                                 | 북평면                                   | 국도 제77호선과 중복           | 국도 제77호선 (땅끝해안로) 국가지원지방도 제55호선 (백도로) |
| 방두교                                   | 해남군                                                                                 | 북평면                                   |                                |                                                             |
| (생태통로)                               | 해남군                                                                                 |                                          | 현산면                         | 연장 약 95m                                                 |
| 구산1교 구산2교 황산교                   | 해남군                                                                                 |                                          | 현산면                         |                                                             |
| 황산 교차로                              | 해남군                                                                                 | 현산북평로                               | 현산면                         |                                                             |
| 성매 교차로                              | 해남군                                                                                 | 지방도 제806호선 (땅끝해안로) 현산북평로 | 현산면                         | 지방도 제806호선과 중복                                     |
| 고담 교차로 (고담교)                     | 해남군                                                                                 | 백방산길                                 | 현산면                         | 지방도 제806호선과 중복 하행 진출만 가능                    |
| 일평 교차로                              | 해남군                                                                                 | 현산북평로                               | 현산면                         | 지방도 제806호선과 중복 상행 진입 불가 하행 진출 불가       |
| 고현교                                   | 해남군                                                                                 |                                          | 현산면                         | 지방도 제806호선과 중복                                     |
| 고현삼거리                               | 해남군                                                                                 | 현산북평로                               | 현산면                         | 지방도 제806호선과 중복                                     |
| 구시교                                   | 해남군                                                                                 |                                          | 현산면                         | 지방도 제806호선과 중복                                     |
| 구시 교차로 (구시육교)                   | 해남군                                                                                 | 지방도 제806호선 (고산로) 해남화산로     | 현산면                         | 지방도 제806호선과 중복                                     |
| 오시교                                   | 해남군                                                                                 |                                          | 현산면                         |                                                             |
| 구시 간이교차로 (오시육교)               | 해남군                                                                                 | 오시골길                                 | 현산면                         |                                                             |
| 구시터널                                 | 해남군                                                                                 |                                          | 현산면                         | 상행 연장 631m 하행 연장 563m                               |
| 구시터널                                 | 해남군                                                                                 | 삼산면                                   |                                | 상행 연장 631m 하행 연장 563m                               |
| 화산면진입로 (원진교)                    | 해남군                                                                                 | 해남화산로                               | 하행 진출만 가능               |                                                             |
| 삼화 교차로 (삼화육교)                   | 해남군                                                                                 | 북부길                                   |                                |                                                             |
| 삼산교 용암교                            | 해남군                                                                                 |                                          |                                |                                                             |
| 고수육교 부흥교                          | 해남군                                                                                 |                                          | 해남읍                         |                                                             |
| 안동 간이교차로 (안동육교)               | 해남군                                                                                 | 해남화산로                               | 해남읍                         | 상행 진출 불가 하행 진입 불가                               |
| 해남 교차로                              | 해남군                                                                                 | 국도 제18호선 (공룡대로) 땅끝대로        | 해남읍                         | 국도 제18호선과 중복                                        |
| 평동 교차로                              | 해남군                                                                                 | 지방도 제806호선 (고산로)                | 해남읍                         | 국도 제18호선과 중복                                        |
| 신안 교차로                              | 해남군                                                                                 | 영빈로                                   | 해남읍                         | 국도 제18호선과 중복 상행 진출 불가 하행 진입 불가          |
| 해남터널                                 | 해남군                                                                                 |                                          | 해남읍                         | 국도 제18호선과 중복 연장 약 620m                           |
| 해남터널                                 | 해남군                                                                                 | 옥천면                                   |                                | 국도 제18호선과 중복 연장 약 620m                           |
| 송운 교차로                              | 해남군                                                                                 | 국도 제18호선 (해남로)                   | 국도 제18호선과 중복           |                                                             |
| 영신 교차로                              | 해남군                                                                                 | 해남로                                   | 상행 진출 불가 하행 진입 불가  |                                                             |
| 신계 교차로                              | 해남군                                                                                 | 지방도 제819호선 (흑석로)                |                                |                                                             |
| 덕정 교차로                              | 해남군                                                                                 | 해남로                                   | 계곡면                         |                                                             |
| 법곡 교차로                              | 해남군                                                                                 | 해남로                                   | 계곡면                         |                                                             |
| 선진 교차로                              | 해남군                                                                                 | 해남로                                   | 계곡면                         |                                                             |
| 월산 교차로                              | 국도 제2호선 (녹색로)                                                                  | 강진군                                   | 성전면                         | 국도 제2호선과 중복                                         |
| 월평 교차로                              | 국도 제2호선 (녹색로)                                                                  | 강진군                                   | 성전면                         | 국도 제2호선과 중복                                         |
| 송월교                                   | 대월달마지길 영흥길                                                                    | 강진군                                   | 성전면                         |                                                             |
| (이름 없음)                              | 녹향월촌길                                                                             | 강진군                                   | 성전면                         |                                                             |
| 신풍교                                   |                                                                                        | 강진군                                   | 성전면                         |                                                             |
| 신풍삼거리                               | 무위사로                                                                               | 강진군                                   | 성전면                         |                                                             |
| 백운교                                   |                                                                                        | 강진군                                   | 성전면                         |                                                             |
| 월남 교차로 (월남교)                     | 백운로 사문로                                                                          | 강진군                                   | 성전면                         |                                                             |
| 월하교                                   |                                                                                        | 강진군                                   | 성전면                         |                                                             |
| (신월)                                   | 지방도 제827호선 (까치내로)                                                            | 강진군                                   | 성전면                         | 상행 진입 불가 하행 진출 불가                               |
| 풀치터널                                 |                                                                                        | 강진군                                   | 성전면                         | 상행 연장 350m 하행 연장 420m                               |
| 풀치터널                                 |                                                                                        | 영암군                                   | 영암읍                         | 상행 연장 350m 하행 연장 420m                               |
| 학송교                                   |                                                                                        | 영암군                                   | 영암읍                         |                                                             |
| (반송정)                                 | 반송정길                                                                               | 영암군                                   | 영암읍                         |                                                             |
| 장흥 교차로 (학송육교)                   | 지방도 제835호선 (장강로)                                                              | 영암군                                   | 영암읍                         |                                                             |
| (쌍정)                                   | 개신율산길 쌍정월비길                                                                  | 영암군                                   | 영암읍                         |                                                             |
| 쌍웅1교                                  |                                                                                        | 영암군                                   | 영암읍                         |                                                             |
| 천황사 교차로 (월출교)                   | 천황사로                                                                               | 영암군                                   | 영암읍                         |                                                             |
| 쌍웅2교                                  |                                                                                        | 영암군                                   | 영암읍                         |                                                             |
| 춘양 교차로 (춘양3교)                    | 낭주로 백운율산길                                                                      | 영암군                                   | 영암읍                         |                                                             |
| 춘양2교                                  |                                                                                        | 영암군                                   | 영암읍                         |                                                             |
| 영암 나들목 (춘양1교)                    | 지방도 제819호선 (여운재로)                                                            | 영암군                                   | 영암읍                         |                                                             |
| 역리교                                   | 낭주로 영암공단로                                                                      | 영암군                                   | 영암읍                         | 상행 진출 불가 하행 진입 불가                               |
| 덕진교                                   |                                                                                        | 영암군                                   | 영암읍                         |                                                             |
|                                          | 덕진면                                                                                 | 영암군                                   |                                |                                                             |
| 덕진면행정복지센터                       |                                                                                        | 영암군                                   |                                |                                                             |
| 덕진초교사거리                           | 월출로 백운선로 내촌길                                                                 | 영암군                                   |                                |                                                             |
| 청림삼거리                               | 서리등로                                                                               | 영암군                                   |                                |                                                             |
| 주암삼거리                               | 원산로                                                                                 | 영암군                                   | 도포면                         |                                                             |
| 구장터삼거리                             | 호산로                                                                                 | 영암군                                   | 신북면                         |                                                             |
| 영암전자과학고입구 교차로                | 황금동로                                                                               | 영암군                                   | 신북면                         |                                                             |
| 신북시외버스터미널                       |                                                                                        | 영암군                                   | 신북면                         |                                                             |
| 신북면소재지 교차로                      | 마한문화로 황금동1길                                                                   | 영암군                                   | 신북면                         |                                                             |
| 황금교                                   | 간은정로                                                                               | 영암군                                   | 신북면                         |                                                             |
| 오장성입구 교차로                        | 들소리로                                                                               | 영암군                                   | 신북면                         |                                                             |
| 원금수입구 교차로                        | 금교로                                                                                 | 영암군                                   | 신북면                         |                                                             |
| 농공단지 교차로                          | 신북공단로                                                                             | 나주시                                   | 세지면                         |                                                             |
| 죽동삼거리                               | 지방도 제820호선 (세지로)                                                              | 나주시                                   | 왕곡면                         | 지방도 제820호선과 중복                                     |
| (신원리)                                 | 석고길 신원봉학길                                                                      | 나주시                                   | 왕곡면                         | 지방도 제820호선과 중복                                     |
| 상사마을앞 교차로                        | 신가신원길                                                                             | 나주시                                   | 왕곡면                         | 지방도 제820호선과 중복                                     |
| 양산삼거리                               | 지방도 제820호선 (고분로)                                                              | 나주시                                   | 왕곡면                         | 지방도 제820호선과 중복                                     |
| 왕곡 교차로                              | 국도 제1호선 국가지원지방도 제49호선 국가지원지방도 제60호선 (빛가람장성로) 장산양산길 | 나주시                                   | 왕곡면                         |                                                             |
| 장산사거리 (장산고가교)                  | 국도 제23호선 (나주서부로)                                                             | 나주시                                   | 왕곡면                         | 국도 제23호선과 중복                                        |
| 운곡교 남단                              | 영산포로                                                                               | 나주시                                   | 이창동                         | 국도 제23호선과 중복                                        |
| 운곡교                                   |                                                                                        | 나주시                                   | 이창동                         | 국도 제23호선과 중복                                        |
| 이창택지삼거리                           | 풍물시장1길                                                                            | 나주시                                   | 이창동                         | 국도 제23호선과 중복                                        |
| 영산포공용버스터미널                     |                                                                                        | 나주시                                   | 이창동                         | 국도 제23호선과 중복                                        |
| 이창동삼거리                             | 국도 제23호선 (금영로)                                                                 | 나주시                                   | 이창동                         | 국도 제23호선과 중복                                        |
| 영산동행정복지센터                       | 남교본영길                                                                             | 나주시                                   | 영산동                         |                                                             |
| 영산대교 남단                            | 석산길 선창길                                                                          | 나주시                                   | 영산동                         |                                                             |
| 영산대교                                 |                                                                                        | 나주시                                   | 영산동                         |                                                             |
|                                          | 영강동                                                                                 | 나주시                                   |                                |                                                             |
| 영산대교 북단                            | 영산강변로                                                                             | 나주시                                   |                                |                                                             |
| 영강사거리                               | 영산포로                                                                               | 나주시                                   |                                |                                                             |
| 나주역앞 교차로                          | 나주역길                                                                               | 나주시                                   |                                |                                                             |
| (롯데마트입구)                           | 구진포로                                                                               | 나주시                                   | 송월동                         | 상행 진출 불가 하행 진입 불가                               |
| 나주시청앞                               | 빛가람로 시청길                                                                        | 나주시                                   | 송월동                         |                                                             |
| 한국통신 교차로                          | 나주로 사격장길                                                                        | 나주시                                   | 송월동                         |                                                             |
| 나주세무서 나주시문화예술회관            |                                                                                        | 나주시                                   | 송월동                         |                                                             |
| 나주소방서앞삼거리                       | 남고문로                                                                               | 나주시                                   | 송월동                         |                                                             |
| (광주학생운동진원기념비)                 | 영산로                                                                                 | 나주시                                   | 금남동                         |                                                             |
| 산정삼거리                               | 영산로                                                                                 | 나주시                                   | 금남동                         |                                                             |
| 금성중학교 금성고등학교 나주공업고등학교 |                                                                                        | 나주시                                   | 성북동                         |                                                             |
| 정렬사입구                               | 대호길 정렬사길                                                                        | 나주시                                   | 성북동                         |                                                             |
| 동신대앞 교차로                          | 지방도 제822호선 (노안삼도로)                                                          | 나주시                                   | 성북동                         |                                                             |
| 석현삼거리                               | 청동길                                                                                 | 나주시                                   | 성북동                         |                                                             |
| 노안삼거리                               | 노안로                                                                                 | 나주시                                   | 노안면                         |                                                             |
| 노안남초등학교                           |                                                                                        | 나주시                                   | 노안면                         |                                                             |
| 문화마을 교차로                          | 문화길                                                                                 | 나주시                                   | 노안면                         |                                                             |
| 용산마을앞 교차로                        | 학산용산길                                                                             | 나주시                                   | 노안면                         |                                                             |

### 광주광역시
| 이름                                       | 접속 노선                                   | 소재지     | 소재지 | 비고               |
| ------------------------------------------ | ------------------------------------------- | ---------- | ------ | ------------------ |
| 본덕 나들목                                | 국가지원지방도 제49호선 (빛가람장성로)      | 광주광역시 | 광산구 |                    |
| 하산교                                     | 동곡로185번길                               | 광주광역시 | 광산구 |                    |
| (이름 없음)                                | 평동산단로                                  | 광주광역시 | 광산구 |                    |
| (이름 없음)                                | 동곡로 평동산단6번로                        | 광주광역시 | 광산구 |                    |
| 송정2교                                    |                                             | 광주광역시 | 광산구 |                    |
| 도산초등학교                               |                                             | 광주광역시 | 광산구 |                    |
| (이름 없음)                                | 송정로                                      | 광주광역시 | 광산구 |                    |
| (이름 없음)                                | 내상로                                      | 광주광역시 | 광산구 |                    |
| 동부파출소앞삼거리                         |                                             | 광주광역시 | 광산구 |                    |
| 송도로입구 교차로                          | 국도 제22호선 (상무대로)                    | 광주광역시 | 광산구 |                    |
| 송정 나들목                                | 국도 제22호선 (상무대로)                    | 광주광역시 | 광산구 |                    |
| (이름 없음)                                | 금봉로                                      | 광주광역시 | 광산구 |                    |
| 우산사거리                                 | 우산로                                      | 광주광역시 | 광산구 |                    |
| 광산중학교                                 |                                             | 광주광역시 | 광산구 |                    |
| (하남2지하차도)                            | 광주광역시도 제15호선 (무진대로)            | 광주광역시 | 광산구 | 전방향 좌회전 불가 |
| 어등초등학교                               | 월곡산정로                                  | 광주광역시 | 광산구 |                    |
| 사암로입구 교차로                          | 목련로                                      | 광주광역시 | 광산구 |                    |
| 대반초등학교                               |                                             | 광주광역시 | 광산구 |                    |
| 흑석사거리                                 | 광주광역시도 제40호선 (하남대로)            | 광주광역시 | 광산구 |                    |
| 산단관리소사거리                           | 장신로                                      | 광주광역시 | 광산구 |                    |
| 하남산단6번도로                            | 하남산단6번로                               | 광주광역시 | 광산구 |                    |
| 산단7번로입구                              | 하남산단7번로                               | 광주광역시 | 광산구 |                    |
| 산단9번로입구                              | 하남산단9번로                               | 광주광역시 | 광산구 |                    |
| 광산 나들목 (광산 교차로)                  | 25호선 호남고속도로 국도 제1호선 (북문대로) | 광주광역시 | 광산구 |                    |
| 비아지하보차도                             |                                             | 광주광역시 | 광산구 |                    |
| 첨단단지 교차로                            | 첨단중앙로                                  | 광주광역시 | 광산구 |                    |
| 광주과학기술원 쌍암공원 한국전자통신연구원 |                                             | 광주광역시 | 북구   |                    |
| (이름 없음)                                | 첨단과기로 앰코로                           | 광주광역시 | 북구   |                    |
| 국립광주과학관                             |                                             | 광주광역시 | 북구   |                    |
| 광주재활훈련원앞 은혜학교                  | 삼소로                                      | 광주광역시 | 북구   |                    |
| 월출 교차로                                | 삼소로 빛고을대로 추성로                    | 광주광역시 | 북구   |                    |

### 전라남도(광주광역시이북 지역)
| 이름                          | 접속 노선                                                                   | 소재지 | 소재지 | 비고                                                                                    |
| ----------------------------- | --------------------------------------------------------------------------- | ------ | ------ | --------------------------------------------------------------------------------------- |
| 신룡 교차로                   | 신룡길                                                                      | 담양군 | 대전면 |                                                                                         |
| 북광주 나들목 (북광주 교차로) | 253호선 고창담양고속도로                                                    | 담양군 | 대전면 |                                                                                         |
| 중옥 교차로                   | 중옥길                                                                      | 담양군 | 대전면 |                                                                                         |
| 대치 교차로                   | 대전로                                                                      | 담양군 | 대전면 | 상행 진입 불가 하행 진출 불가                                                           |
| 월본사거리                    | 국도 제24호선 지방도 제898호선 (병풍로)                                     | 담양군 | 대전면 | 국도 제24호선과 중복                                                                    |
| 성산사거리                    | 덕진옥산길 성산길                                                           | 담양군 | 대전면 | 국도 제24호선과 중복                                                                    |
| 고성사거리                    | 고리대길                                                                    | 담양군 | 수북면 | 국도 제24호선과 중복                                                                    |
| 수북사거리                    | 한수동로                                                                    | 담양군 | 수북면 | 국도 제24호선과 중복                                                                    |
| 풍수사거리                    | 동상길                                                                      | 담양군 | 수북면 | 국도 제24호선과 중복                                                                    |
| 풍수교                        |                                                                             | 담양군 | 수북면 | 국도 제24호선과 중복                                                                    |
| 주평사거리                    | 가산길 미산길                                                               | 담양군 | 수북면 | 국도 제24호선과 중복                                                                    |
| 삼다교                        |                                                                             | 담양군 | 담양읍 | 국도 제24호선과 중복                                                                    |
| 양각사거리 (담양소방서)       | 국도 제24호선 국가지원지방도 제15호선 (죽향문화로)                          | 담양군 | 담양읍 | 국도 제24호선과 중복 국가지원지방도 제15호선과 중복                                     |
| 담양교                        | 지방도 제887호선 (천변5길)                                                  | 담양군 | 담양읍 | 국가지원지방도 제15호선과 중복 지방도 제887호선과 중복                                  |
| 중파사거리                    | 국도 제29호선 (추성로)                                                      | 담양군 | 담양읍 | 국도 제15, 29호선과 중복 국가지원지방도 제15호선과 중복 지방도 제887호선과 중복         |
| 담양공용버스터미널            |                                                                             | 담양군 | 담양읍 | 국도 제15, 29호선과 중복 국가지원지방도 제15호선과 중복 지방도 제887호선과 중복         |
| 담양읍 교차로                 | 국도 제24호선 국가지원지방도 제55호선 (죽향대로) 지침6길                    | 담양군 | 담양읍 | 국도 제15, 24, 29호선과 중복 국가지원지방도 제15, 55호선과 중복 지방도 제887호선과 중복 |
| 백동사거리                    | 국도 제24호선 (죽향문화로) 국도 제29호선 국가지원지방도 제55호선 (죽향대로) | 담양군 | 담양읍 | 국도 제15, 24, 29호선과 중복 국가지원지방도 제15, 55호선과 중복 지방도 제887호선과 중복 |
| 담양경찰서                    |                                                                             | 담양군 | 담양읍 | 국도 제15호선과 중복 국가지원지방도 제15호선과 중복 지방도 제887호선과 중복             |
| (청전아파트 회전교차로)       | 미리산길 삼거리길                                                           | 담양군 | 담양읍 | 국도 제15호선과 중복 국가지원지방도 제15호선과 중복 지방도 제887호선과 중복             |
| 오계회전 교차로               | 담양88로                                                                    | 담양군 | 담양읍 | 국도 제15호선과 중복 국가지원지방도 제15호선과 중복 지방도 제887호선과 중복             |
| (계동)                        | 계동길                                                                      | 담양군 | 담양읍 | 국도 제15호선과 중복 국가지원지방도 제15호선과 중복 지방도 제887호선과 중복             |
| (내당)                        | 내당길                                                                      | 담양군 | 무정면 | 국도 제15호선과 중복 국가지원지방도 제15호선과 중복 지방도 제887호선과 중복             |
| (오룡공원)                    | 칠전길                                                                      | 담양군 | 무정면 | 국도 제15호선과 중복 국가지원지방도 제15호선과 중복 지방도 제887호선과 중복             |
| 농공단지앞 교차로             | 무정공단길                                                                  | 담양군 | 무정면 | 국도 제15호선과 중복 국가지원지방도 제15호선과 중복 지방도 제887호선과 중복             |
| 무정면사무소                  | 술지1길                                                                     | 담양군 | 무정면 | 국도 제15호선과 중복 국가지원지방도 제15호선과 중복 지방도 제887호선과 중복             |
| 봉안교                        |                                                                             | 담양군 | 무정면 | 국도 제15호선과 중복 국가지원지방도 제15호선과 중복 지방도 제887호선과 중복             |
| 동산리                        | 동산길                                                                      | 담양군 | 무정면 | 국도 제15호선과 중복 국가지원지방도 제15호선과 중복 지방도 제887호선과 중복             |
| 안평입구 회전교차로           | 지방도 제897호선 (병목로)                                                   | 담양군 | 무정면 | 국도 제15호선과 중복 국가지원지방도 제15호선과 중복 지방도 제887호선과 중복             |
| (평지리)                      | 지방도 제887호선 (평지정석길)                                               | 담양군 | 무정면 | 국도 제15호선과 중복 국가지원지방도 제15호선과 중복 지방도 제887호선과 중복             |
| 오례삼거리                    | 국가지원지방도 제60호선 (창평현로)                                          | 담양군 | 무정면 | 국도 제15호선과 중복 국가지원지방도 제15, 60호선과 중복                                 |
| 운곡 교차로                   |                                                                             | 곡성군 | 오산면 | 국도 제15호선과 중복 국가지원지방도 제15, 60호선과 중복                                 |
| 연화삼거리                    | 오산로                                                                      | 곡성군 | 오산면 | 국도 제15호선과 중복 국가지원지방도 제15, 60호선과 중복                                 |
| 옥과 나들목 (오산 교차로)     | 25호선 호남고속도로 국도 제15호선 국가지원지방도 제15호선 (오산로)          | 곡성군 | 오산면 | 국도 제15호선과 중복 국가지원지방도 제15, 60호선과 중복                                 |
| 세월교                        |                                                                             | 곡성군 | 오산면 | 국가지원지방도 제60호선과 중복                                                          |
| 용두 교차로                   | 용두길                                                                      | 곡성군 | 옥과면 | 국가지원지방도 제60호선과 중복                                                          |
| 리문 교차로                   | 천변로                                                                      | 곡성군 | 옥과면 | 국가지원지방도 제60호선과 중복                                                          |
| 평장삼거리                    | 국도 제27호선 국가지원지방도 제60호선 (곡순로)                              | 곡성군 | 옥과면 | 국도 제27호선과 중복 국가지원지방도 제60호선과 중복                                     |
| 무창 교차로                   | 국도 제27호선 (옥순로) 곡순로 죽림5길                                       | 곡성군 | 옥과면 | 국도 제27호선과 중복                                                                    |
| 옥과기안CC                    |                                                                             | 곡성군 | 옥과면 |                                                                                         |
| 창정삼거리                    | 송전로                                                                      | 곡성군 | 입면   |                                                                                         |
| 창정 교차로                   | 지방도 제840호선 (금호길)                                                   | 곡성군 | 입면   |                                                                                         |
| 종방 교차로                   | 송전종방길                                                                  | 곡성군 | 입면   |                                                                                         |
| 새종방교                      |                                                                             | 곡성군 | 입면   |                                                                                         |

### 전북특별자치도
| 이름                           | 접속 노선                                              | 소재지 | 소재지               | 비고                                         |
| ------------------------------ | ------------------------------------------------------ | ------ | -------------------- | -------------------------------------------- |
| 새종방교                       |                                                        | 남원시 | 대강면               |                                              |
| 방산 교차로                    | 방산길                                                 | 남원시 | 대강면               |                                              |
| 신덕교                         |                                                        | 남원시 | 대강면               |                                              |
| 가덕 교차로                    | 가덕광암길                                             | 남원시 | 대강면               |                                              |
| 방동 교차로                    | 금탄로 사방로                                          | 남원시 | 대강면               |                                              |
| 방동교 송대교                  |                                                        | 남원시 | 대강면               |                                              |
| 대강2 교차로                   | 국도 제21호선 지방도 제730호선 (섬진로)                | 남원시 | 대강면               | 국도 제21호선과 중복 지방도 제730호선과 중복 |
| 사석교 강석교 송내교           |                                                        | 남원시 | 대강면               | 국도 제21호선과 중복 지방도 제730호선과 중복 |
| 송내 교차로                    | 섬진로                                                 | 남원시 | 대강면               | 국도 제21호선과 중복 지방도 제730호선과 중복 |
| 평촌 교차로                    |                                                        | 남원시 | 대강면               | 국도 제21호선과 중복 지방도 제730호선과 중복 |
| 평촌삼거리                     | 지방도 제730호선 (유등로)                              | 남원시 | 대강면               | 국도 제21호선과 중복 지방도 제730호선과 중복 |
| 수홍삼거리                     | 국도 제24호선 (비홍로)                                 | 남원시 | 대강면               | 국도 제21, 24호선과 중복                     |
| 괴정삼거리                     | 국도 제24호선 (담순로)                                 | 순창군 | 적성면               | 국도 제21, 24호선과 중복                     |
| 신괴정교                       |                                                        | 순창군 | 적성면               | 국도 제21호선과 중복                         |
| 서호교                         | 서호길                                                 | 순창군 | 적성면               | 국도 제21호선과 중복                         |
| 서호교                         | 서호길                                                 | 순창군 | 동계면               | 국도 제21호선과 중복                         |
| 현포삼거리                     | 동계로 마상길                                          | 순창군 |                      | 국도 제21호선과 중복                         |
| 현포교                         |                                                        | 순창군 |                      | 국도 제21호선과 중복                         |
| 연산사거리                     | 국도 제21호선 지방도 제717호선 (강동로) 동계1길 연산길 | 순창군 |                      | 국도 제21호선과 중복                         |
| 장동삼거리                     | 주월길                                                 | 순창군 |                      |                                              |
| (동마동)                       | 동마동길                                               | 순창군 |                      |                                              |
| (장항)                         | 장항길                                                 | 순창군 |                      |                                              |
| (이동)                         | 이동길                                                 | 순창군 |                      |                                              |
| (후천)                         | 후천길                                                 | 임실군 | 삼계면               |                                              |
| 후천교                         |                                                        | 임실군 | 삼계면               |                                              |
| (유천교 동단)                  | 지방도 제745호선 (임삼로)                              | 임실군 | 삼계면               |                                              |
| (괘평)                         | 괘평2길                                                | 임실군 | 삼계면               |                                              |
| 박사골희망마을체육공원         | 해곡로                                                 | 임실군 | 삼계면               |                                              |
| 삼계면사무소 덕계교            |                                                        | 임실군 | 삼계면               |                                              |
| 덕계사거리                     | 노산로 두천로                                          | 임실군 | 삼계면               |                                              |
| (신기)                         | 오지길                                                 | 임실군 | 삼계면               |                                              |
| (오지리)                       | 만취정로                                               | 임실군 | 삼계면               |                                              |
| 비린내고개                     |                                                        | 임실군 | 삼계면               |                                              |
|                                | 오수면                                                 | 임실군 |                      |                                              |
| 대명리                         | 오수로                                                 | 임실군 |                      |                                              |
| 오수역 오수교                  |                                                        | 임실군 |                      |                                              |
| 오수사거리                     | 오수로                                                 | 임실군 |                      |                                              |
| 오수면사무소                   | 삼일로                                                 | 임실군 |                      |                                              |
| (둔남경로당)                   | 오수4길                                                | 임실군 |                      |                                              |
| 임실군립도서관 오수초등학교    |                                                        | 임실군 |                      |                                              |
| (오수성당)                     | 오수2길                                                | 임실군 |                      |                                              |
| 남악 교차로                    | 국도 제17호선 (춘향로) 남악길                          | 임실군 |                      |                                              |
| 남악교                         |                                                        | 임실군 |                      |                                              |
| (계산)                         | 옥금로                                                 | 임실군 | 지사면               |                                              |
| 지사면사무소                   |                                                        | 임실군 | 지사면               |                                              |
| 지사사거리                     | 방계4길                                                | 임실군 | 지사면               |                                              |
| 무병교                         |                                                        | 임실군 | 지사면               |                                              |
| (무병교 북단 회전교차로)       | 덕재로                                                 | 임실군 | 지사면               |                                              |
| 지사중학교                     |                                                        | 임실군 | 지사면               |                                              |
| 지사교                         | 영천2길                                                | 임실군 | 지사면               |                                              |
| (사촌)                         | 영원로                                                 | 임실군 | 지사면               |                                              |
| (영천교 북단)                  | 사상로                                                 | 임실군 | 지사면               |                                              |
| 대창교                         |                                                        | 장수군 | 산서면               |                                              |
| 시장삼거리                     | 지방도 제721호선 (산성로)                              | 장수군 | 산서면               | 지방도 제721호선과 중복                      |
| 산서삼거리                     | 지방도 제721호선 (보산로)                              | 장수군 | 산서면               | 지방도 제721호선과 중복                      |
| 원흥삼거리                     | 성계로                                                 | 장수군 | 산서면               |                                              |
| 비행기재                       |                                                        | 장수군 | 산서면               | 해발 530m                                    |
| 비행기재                       | 장수읍                                                 | 장수군 |                      | 해발 530m                                    |
| (이름 없음)                    | 지방도 제742호선 (팔공로)                              | 장수군 |                      |                                              |
| 개정2사거리                    | 국도 제19호선 (장수로) 한누리로                        | 장수군 | 국도 제19호선과 중복 |                                              |
| 북동육교                       | 시장로                                                 | 장수군 | 국도 제19호선과 중복 |                                              |
| 장수육교                       | 국도 제19호선 (장수로) 장천로                          | 장수군 | 국도 제19호선과 중복 |                                              |
| 왕대교                         |                                                        | 장수군 |                      |                                              |
| 월곡삼거리                     | 승마로                                                 | 장수군 | 천천면               |                                              |
| 남양삼거리                     | 지방도 제726호선 (비룡로)                              | 장수군 | 천천면               | 지방도 제726호선과 중복                      |
| 천천면사무소                   |                                                        | 장수군 | 천천면               | 지방도 제726호선과 중복                      |
| 고금삼거리                     | 송탄로                                                 | 장수군 | 천천면               | 지방도 제726호선과 중복                      |
| 천천삼거리                     | 국도 제26호선 지방도 제726호선 (진장로) 천천로         | 장수군 | 천천면               | 지방도 제726호선과 중복 국도 제26호선과 중복 |
| 춘송삼거리                     | 천천로                                                 | 장수군 | 천천면               | 국도 제26호선과 중복                         |
| 용광삼거리                     | 국도 제26호선 (진장로)                                 | 장수군 | 천천면               | 국도 제26호선과 중복                         |
| 천천1교 천천2교                |                                                        | 장수군 | 천천면               |                                              |
| 오연삼거리                     | 지방도 제726호선 (천천북로)                            | 장수군 | 천천면               |                                              |
| 오봉교삼거리                   | 지방도 제743호선 (옥자동길)                            | 장수군 | 천천면               |                                              |
| (이름 없음)                    | 동계로                                                 | 진안군 | 동향면               |                                              |
| 대야사거리                     | 국가지원지방도 제49호선 (진성로) 천향로                | 진안군 | 동향면               | 국가지원지방도 제49호선과 중복               |
| 자산삼거리                     | 국가지원지방도 제49호선 (진성로)                       | 진안군 | 동향면               | 국가지원지방도 제49호선과 중복               |
| 신괴 교차로                    | 국도 제30호선 (진무로)                                 | 진안군 | 안천면               | 국도 제30호선과 중복                         |
| 노성 교차로                    | 자노로                                                 | 진안군 | 안천면               | 국도 제30호선과 중복                         |
| 안천터미널                     |                                                        | 진안군 | 안천면               | 국도 제30호선과 중복                         |
| 보한삼거리 안천면 행정복지센터 | 보한길                                                 | 진안군 | 안천면               | 국도 제30호선과 중복                         |
| 백화삼거리                     | 국도 제30호선 (진무로)                                 | 진안군 | 안천면               | 국도 제30호선과 중복                         |
| 용담댐                         |                                                        | 진안군 | 안천면               |                                              |
| 신용담교                       |                                                        | 진안군 | 안천면               |                                              |
| 송풍삼거리                     | 지방도 제795호선 (진용로)                              | 진안군 | 용담면               |                                              |
| 용담삼거리 용담중학교          | 대송로                                                 | 진안군 | 용담면               |                                              |
| 솔재                           |                                                        | 진안군 | 용담면               | 도계                                         |

### 충청남도
| 이름                                                | 접속 노선                                             | 소재지 | 소재지 | 비고                                                   |
| --------------------------------------------------- | ----------------------------------------------------- | ------ | ------ | ------------------------------------------------------ |
| 솔재                                                |                                                       | 금산군 | 남일면 | 도계                                                   |
| 신정교                                              |                                                       | 금산군 | 남일면 |                                                        |
| 홍도삼거리                                          | 지방도 제635호선 (대홍로)                             | 금산군 | 남일면 | 지방도 제635호선과 중복                                |
| 금산남일중학교(폐교)                                |                                                       | 금산군 | 남일면 | 지방도 제635호선과 중복                                |
| 음대교                                              |                                                       | 금산군 | 남일면 | 지방도 제635호선과 중복                                |
| 용수목삼거리                                        | 국가지원지방도 제55호선 지방도 제635호선 (십이폭포로) | 금산군 | 남일면 | 지방도 제635호선과 중복 국가지원지방도 제55호선과 중복 |
| 신천사거리                                          | 봉황로 신천길                                         | 금산군 | 남일면 | 국가지원지방도 제55호선과 중복                         |
| 석동교                                              |                                                       | 금산군 | 남이면 | 국가지원지방도 제55호선과 중복                         |
| 석동삼거리                                          | 보석사로                                              | 금산군 | 남이면 | 국가지원지방도 제55호선과 중복                         |
| 금산군종합운동장                                    | 황풍로                                                | 금산군 | 금산읍 | 국가지원지방도 제55호선과 중복                         |
| 하옥사거리                                          | 삼풍로                                                | 금산군 | 금산읍 | 국가지원지방도 제55호선과 중복                         |
| 상하옥사거리                                        | 비단로                                                | 금산군 | 금산읍 | 국가지원지방도 제55호선과 중복                         |
| 금산중앙초등학교                                    |                                                       | 금산군 | 금산읍 | 국가지원지방도 제55호선과 중복                         |
| 우체국사거리                                        | 국가지원지방도 제68호선 (인삼로)                      | 금산군 | 금산읍 | 국가지원지방도 제55호선과 중복                         |
| 금산읍 행정복지센터 사거리                          | 비호로                                                | 금산군 | 금산읍 |                                                        |
| 한일교통 금산인삼고을도서관 금산군보건소 금산다락원 |                                                       | 금산군 | 금산읍 |                                                        |
| 양전 교차로                                         | 국도 제37호선 (금산로) (무금로)                       | 금산군 | 금성면 | 종점                                                   |

## 도로명
전라남도
- 완도군 완도읍 완도 교차로 ~ 군외면 남창교:  완도로
- 해남군 북명면 남창교 ~ 해남읍 해남 교차로: 땅끝대로
- 해남군 해남읍 해남 교차로 ~ 강진군 성전면 월산 교차로: 공룡대로
- 강진군 성전면 월산 교차로 ~ 월평 교차로: 녹색로
- 강진군 성전면 월평 교차로 ~ 나주시 금남동: 예향로
- 나주시 금남동 ~ 산정삼거리: 영산로
- 나주시 산정삼거리 ~ 광주광역시 광산구 본덕 나들목: 건재로

광주광역시
- 광산구 본덕 나들목 ~ 평동산단: 동곡로
- 광산구 평동산단 ~ 송도로입구 교차로: 송도로
- 광산구 송정 나들목 ~ 광산 교차로: 사암로
- 광산구 광산 교차로 ~ 북구 건국동: 첨단과기로
- 북구 건국동 ~ 광주재활훈련원앞: 앰코로
- 북구 광주재활훈련원앞 ~ 월출 교차로: 삼소로

전라남도
- 북구 월출 교차로 ~ 담양군 담양읍 중파사거리: 추성로
- 담양군 담양읍 중파사거리 ~ 담양읍사거리: 중앙로
- 담양군 담양읍 담양읍사거리 ~ 백동사거리: 죽향대로
- 담양군 담양읍 백동사거리 ~ 무정면 오례삼거리: 무정로
- 담양군 무정면 오례삼거리 ~ 곡성군 오산면 오산삼거리: 무옥로
- 곡성군 오산면 옥과 나들목 ~ 옥과면 평장삼거리: 옥순로
- 곡성군 옥과면 평장삼거리 ~ 무창 교차로: 곡순로
- 곡성군 옥과면 무창 교차로 ~ 입면 창정사거리: 입면로

전북특별자치도
- 남원시 대강면 석촌삼거리 ~ 수홍삼거리: 섬진로
- 남원시 대강면 수홍삼거리 ~ 순창군 적성면 괴정삼거리: 비홍로
- 순창군 적성면 괴정삼거리 ~ 장수군 산서면 시장삼거리: 충효로
- 장수군 산서면 시장삼거리 ~ 장수읍 개정2사거리: 비행로
- 장수군 장수읍 개정2사거리 ~ 장수육교: 장수로
- 장수군 장수읍 장수육교 ~ 천천면 천천삼거리: 장천로
- 장수군 천천면 천천삼거리 ~ 용광삼거리: 진장로
- 장수군 천천면 용광삼거리 ~ 오연삼거리: 천천북로
- 장수군 천천면 오연삼거리 ~ 진안군 동향면 대야사거리: 천동로
- 진안군 동향면 대야사거리 ~ 자산삼거리: 진성로
- 진안군 동향면 자산삼거리 ~ 안천면 신괴 교차로: 자신로
- 진안군 안천면 신괴 교차로 ~ 백화삼거리: 진무로
- 진안군 안천면 백화삼거리 ~ 용담면 송풍리 도계: 안용로

충청남도
- 금산군 남일면 신정리 도계 ~ 금성면 양전 교차로: 금산로

## 자동차 전용도로 구간
아래 구간은 국토교통부에서 지정한 자동차 전용도로 구간이므로 보행자, 자전거 등은 통행할 수 없다. 이륜자동차 (모터사이클 혹은 오토바이)는 긴급자동차 (싸이카 및 소방용 모터사이클 등)에 한해 통행이 가능하며, 그 밖의 이륜자동차와 경운기, 우마차, 트랙터, 손수레는 통행할 수 없다.
| 도로명 | 시점                                       | 종점                                       | 총연장 (km) | 차로수 | 지정일          |
| ------ | ------------------------------------------ | ------------------------------------------ | ----------- | ------ | --------------- |
| 완도로 | 전라남도 완도군 완도읍 죽청리(엄목 교차로) | 전라남도 완도군 군외면 원동리(원동 교차로) | 12.5        | 4      | 2009년 1월 12일 |

## 같이 보기
- 국가지원지방도 제13호선